# Leptothorax acervorum

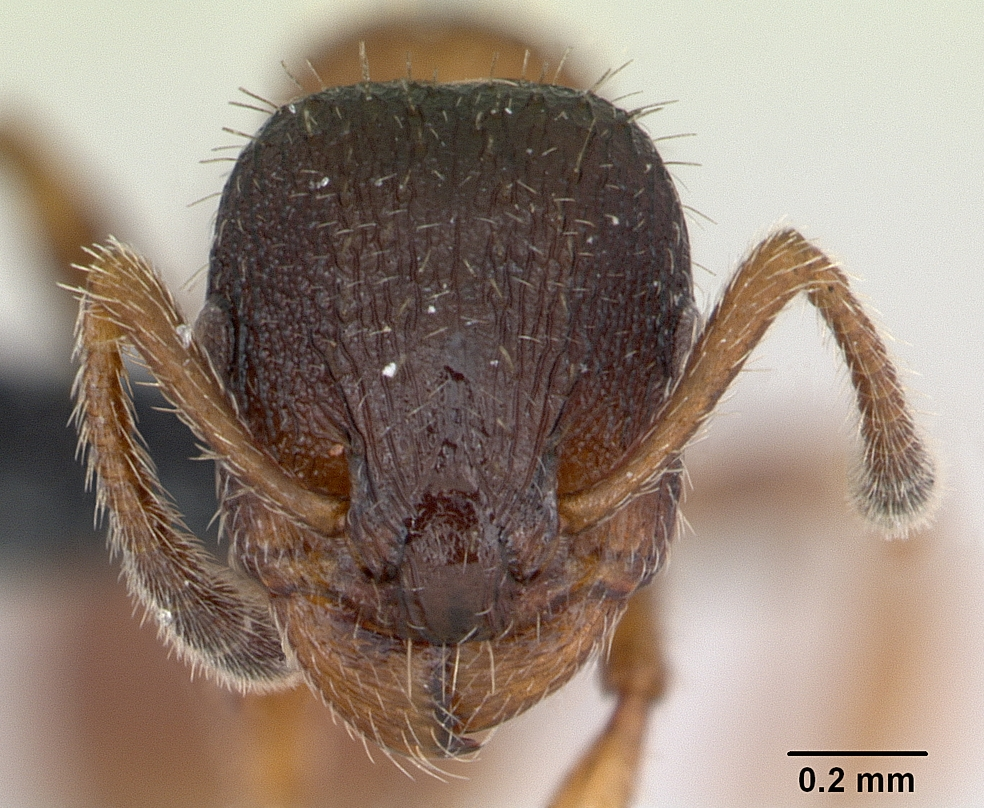
Голова рабочего муравья Leptothorax acervorum

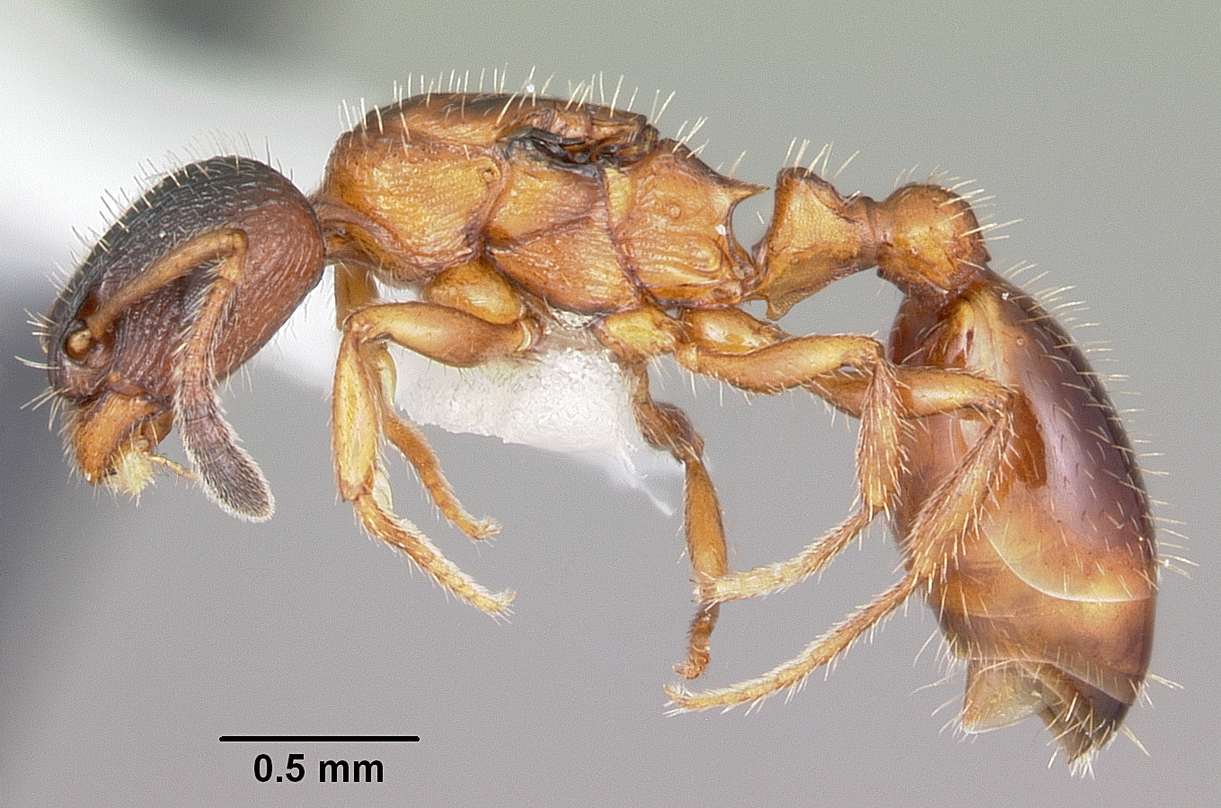
Бескрылая самка муравья Leptothorax acervorum

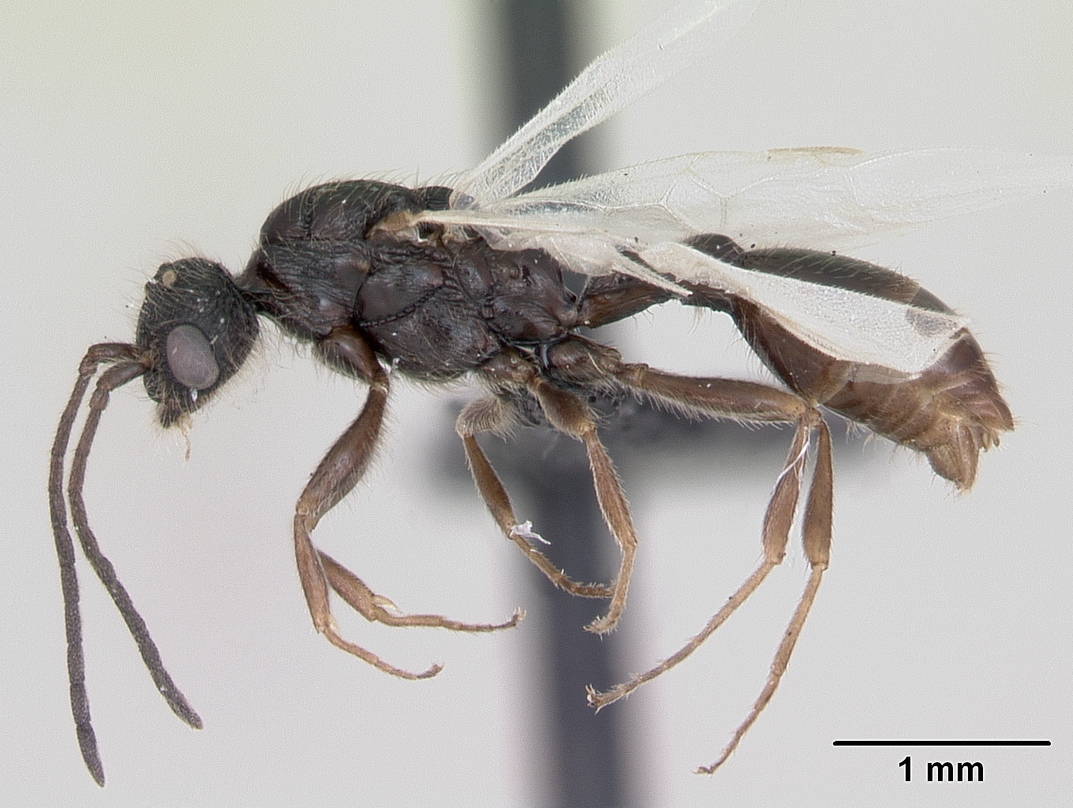
Крылатый самец муравья Leptothorax acervorum

Leptothorax acervorum  (лат.) — вид мелких по размеру муравьёв из подсемейства Myrmicinae, семейства Formicidae.

## Распространение
Голарктика: от Кавказа и Тянь-Шаня до лесотундры.

## Описание
Мелкие желтовато-бурые муравьи (2—4 мм). Семьи обитают в гнёздах, расположенных в подстилке, под камнями и в древесных остатках. Рабочие имеют 11-члениковые усики, длина тела 3,7-4,5 мм. Самки немного темнее рабочих, длина 3,8-4,8 мм. Самцы коричневато-чёрные, имеют 12-члениковые усики с очень коротким скапусом, длина 4,5–5 мм.
Семьи малочисленные, состоят из 25 — 60 рабочих особей и одной или нескольких самок. Рабочие фуражируют одиночно, охотятся на мелких насекомых или собирают мёртвых членистоногих. Трофобиотические связи с тлями не отмечены. Неагрессивные муравьи. Крылатые самки и самцы появляются в гнёздах с июня по июль, летают и спариваются в июле.

## Систематика
Типовой вид рода Leptothorax.

### Синонимия
- Formica acervorum Fabricius, 1793
- Formica rubra acervorum Fabricius, 1793
- Leptothorax acervorum (Fabricius, 1793)
- Leptothorax acervorum kamtschaticus Ruzsky
- Leptothorax acervorum orientalis (Kuznetsov-Ugamsky)
- Mychothorax acervorum orientalis Kuznetsov-Ugamsky
- Myrmecia melanocephala Mayr
- Myrmica acervorum (Fabricius, 1793)